# Vladimir Sjtjukin
Vladimir Sjtjukin (ryska: Владимир Борисович Щукин), född den 4 april 1952 i Minsk, Vitryska SSR, Sovjetunionen, är en sovjetisk gymnast.
Han ingick i det sovjetiska lag som tog OS-silver i lagmångkampen i samband med de olympiska gymnastiktävlingarna 1972 i München.